# Time Takes Time
| Recensione | Giudizio |
| ---------- | -------- |
| AllMusic   |          |

Time Takes Time è il dodicesimo album solista di Ringo Starr, uscito il 22 maggio 1992 su etichetta Private Music. L'album segna il ritorno di Ringo a un disco in studio dopo 9 anni. Il singolo Weight of the World è l'ultimo singolo di Ringo Starr a entrare nelle classifiche inglesi e americane. Il singolo conteneva anche una cover della canzone Don't Be Cruel, che però non è inclusa nell'album. Nell'album suona James Hutchinson, noto per le collaborazioni con Joe Cocker, Etta James, Eric Burdon, Bonnie Raitt, Tina Arena, Brian Wilson, Paul Young, Willie Nelson, Neil Diamond, Elton John e Maria Muldaur.

## Descrizione
Inizialmente Starr aveva intenzione di provare quattro produttori e selezionare il migliore per registrare l'intero album, scegliendo quindi di lavorare con produttori quali Don Was, Peter Asher, Phil Ramone e Jeff Lynne. L'album è stato registrato sporadicamente tra marzo e settembre 1991 e terminato nel febbraio 1992. Il materiale è stato scritto prevalentemente da autori esterni, con Starr che ha scritto tre canzoni. Time Takes Time ha segnato anche la prima alleanza di Starr con Mark Hudson, che ha collaborato per le voci e gli arrangiamenti di base su alcuni dei brani prodotti da Ramone.

## Tracce
1. Weight of the World - 3:54
2. Don't Know a Thing About Love - 3:49
3. Don't Go Where the Road Don't Go - 3:20
4. Golden Blunders - 4:06
5. All in the Name of Love - 3:41
6. After All These Years - 3:09

1. I Don't Believe You - 2:47
2. Runaways - 4:50
3. In a Heartbeat - 4:28
4. What Goes Around - 5:30[1]

## Accoglienza
Ben accolto al momento della pubblicazione, molti critici hanno indicato Time Takes Time come il miglior album di Starr fin da Ringo del 1973. La rivista Rolling Stone ha scritto: "L'album più consistente e più sveglio del batterista fin dai tempi di Ringo, del 1973". L'uscita è stata tuttavia accolta con indifferenza dal pubblico, e quindi non è riuscito a entrare in classifica. Il singolo Weight of the World è riuscito comunque a raggiungere il numero 74 nel Regno Unito.